# 伊循
伊循，西域城名。
据《中国历史大辞典》的说法，汉代的伊循城在今新疆维吾尔自治区若羌县东五里处，即卡克里克遺址。汉昭帝元凤四年（前77年），西汉大将军霍光派傅介子刺杀楼兰王安归，立尉屠耆为王。改楼兰国名为鄯善。鄯善王请汉朝派人在伊循城屯田，来依靠汉朝的威势。汉朝派司马一人，官吏士兵四十人，屯田镇抚。后来改置都尉。
不过，也有学者认为伊循在唐代的时候对应的是米兰遗址。